# Чемпіонат Європи з водних видів спорту 1954
45°02′23″ пн. ш. 7°39′09″ сх. д. / 45.0397° пн. ш. 7.6525° сх. д.
Чемпіонат Європи з водних видів спорту 1954, 8-й за ліком, тривав з 31 серпня до 5 вересня 1954 року в Турині (Італія). Розіграно нагороди з плавання (на довгій воді), стрибків у воду і водного поло (чоловіки). До плавальної програми чемпіонатів Європи введено змагання з батерфляю: 100 метрів серед жінок і 200 м серед чоловіків.

## Таблиця медалей
*   Країна-господарка ( Італія)
| Місце               | Країна              | Золото | Срібло | Бронза | Загалом |
| ------------------- | ------------------- | ------ | ------ | ------ | ------- |
| 1                   | Угорщина            | 9      | 6      | 3      | 18      |
| 2                   | СРСР                | 4      | 3      | 4      | 11      |
| 3                   | НДР                 | 2      | 0      | 0      | 2       |
| 4                   | Нідерланди          | 1      | 2      | 1      | 4       |
| 5                   | Франція             | 1      | 1      | 1      | 3       |
| 6                   | ФРН                 | 1      | 0      | 2      | 3       |
| 7                   | Швеція              | 0      | 2      | 1      | 3       |
| 8                   | Югославія           | 0      | 1      | 1      | 2       |
| 8                   | Італія*             | 0      | 1      | 1      | 2       |
| 10                  | Данія               | 0      | 1      | 0      | 1       |
| 10                  | Польща              | 0      | 1      | 0      | 1       |
| 12                  | Велика Британія     | 0      | 0      | 3      | 3       |
| 13                  | Австрія             | 0      | 0      | 1      | 1       |
| Загалом (13 збірні) | Загалом (13 збірні) | 18     | 18     | 18     | 54      |

## Медальний залік

### Стрибки у воду
Змагання чоловіків
| Дисципліна    | Золото       | Золото | Срібло          | Срібло | Бронза                      | Бронза |
| ------------- | ------------ | ------ | --------------- | ------ | --------------------------- | ------ |
| Трамплін, 3 м | Роман Бренер | 153.26 | Геннадій Удалов | 141.16 | Крістіан Піре Франція       | 136.97 |
| Вишка, 10 м   | Роман Бренер | 144.01 | Михайло Чачба   | 142.06 | Пітер Гітлі Велика Британія | 133.59 |

Змагання жінок
| Дисципліна    | Золото             | Золото | Срібло                            | Срібло | Бронза                 | Бронза |
| ------------- | ------------------ | ------ | --------------------------------- | ------ | ---------------------- | ------ |
| Трамплін, 3 м | Валентина Чумічова | 129.45 | Бірте Хрістофферсен-Гансон Швеція | 127.79 | Любов Жигалова         | 125.30 |
| Вишка, 10 м   | Тетяна Каракаш'янц | 79.86  | Бірте Хрістофферсен-Гансон Швеція | 72.17  | Ева Пфарргофер Австрія | 65.68  |

### Плавання
Змагання чоловіків
| Дисципліна                      | Золото                                              | Золото  | Срібло                                                    | Срібло  | Бронза                                                       | Бронза  |
| ------------------------------- | --------------------------------------------------- | ------- | --------------------------------------------------------- | ------- | ------------------------------------------------------------ | ------- |
| 100 м вільним стилем            | Імре Ньєкі                                          | 57.8    | Лев Баландін                                              | 58.2    | Геза Кадаш                                                   | 58.3    |
| 400 м вільним стилем            | Дьйордь Чордаш                                      | 4:38.8  | Анджело Романі Італія                                     | 4:40.4  | Пер-Улоф Естранд Швеція                                      | 4:40.9  |
| 1500 м вільним стилем           | Дьйордь Чордаш                                      | 18:57.8 | Дьйордь Шустер                                            | 19:05.6 | Володимир Лавриненко                                         | 19:10.6 |
| 100 м на спині                  | Жильбер Бозон Франція                               | 1:05.1  | Ласло Мадьяр                                              | 1:05.3  | Джон Броквей Велика Британія                                 | 1:05.9  |
| 200 м брасом                    | Клаус Бодінґер                                      | 2:40.9  | Марек Петрусевич Польща                                   | 2:42.5  | Шандор Уташи                                                 | 2:43.8  |
| 200 м батерфляєм                | Дьордь Тумпек                                       | 2:32.2  | Жольт Феєр                                                | 2:35.1  | Вадим Мартинчик                                              | 2:36.3  |
| естафета 4×200 м вільним стилем | Ласло Тілль Золтан Дьомьотьор Геза Кадаш Імре Ньєкі | 8:47.8  | Франція Жан Буато Жильбер Бозон Гі Монсерре Альдо Емінент | 8:54.1  | Микола Сухоруков В'ячеслав Курєнной Юрій Абовян Лев Баландін | 8:55.9  |

Змагання жінок
| Дисципліна                      | Золото                                             | Золото | Срібло                                                                | Срібло | Бронза                                                     | Бронза |
| ------------------------------- | -------------------------------------------------- | ------ | --------------------------------------------------------------------- | ------ | ---------------------------------------------------------- | ------ |
| 100 м вільним стилем            | Каталін Секе                                       | 1:05.8 | Юдіт Темеш                                                            | 1:06.7 | Гертьє Вілема Нідерланди                                   | 1:07.3 |
| 400 м вільним стилем            | Агата Шебьо                                        | 5:14.4 | Валерія Дьєнге                                                        | 5:16.3 | Еша Лігоріо Югославія                                      | 5:18.7 |
| 100 м на спині                  | Гертьє Вілема Нідерланди                           | 1:13.2 | Йоке де Корте Нідерланди                                              | 1:13.6 | Пет Саймонс Велика Британія                                | 1:17.3 |
| 200 м брасом                    | Урсула Гаппе ФРН                                   | 2:54.9 | Йютте Гансен Данія                                                    | 2:55.0 | Клара Кіллерман                                            | 2:55.8 |
| 100 м батерфляєм                | Ютта Ланґенау                                      | 1:16.6 | Марія Літтомеріцкі                                                    | 1:18.6 | Урсула Гаппе ФРН                                           | 1:18.9 |
| естафета 4×100 м вільним стилем | Валерія Дьєнге Агата Шебьо Юдіт Темеш Каталін Секе | 4:30.6 | Нідерланди Лус Зандвлієт Йоке де Корте Гетті Балкененде Гертьє Вілема | 4:33.2 | ФРН Кете Янсен Ґізела Фон Нец Бірґіт Кломп Елізабет Рехлін | 4:37.2 |

### Водне поло
| Дисципліна       | Золото   | Срібло    | Бронза |
| ---------------- | -------- | --------- | ------ |
| чоловічий турнір | Угорщина | Югославія | Італія |